# Xuan (Zhou-König)

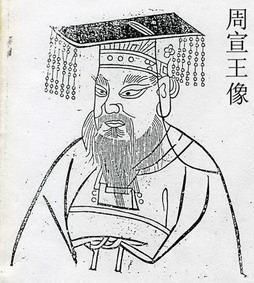
König Xuan von Zhou, Darstellung aus der Ming- oder Qing-Dynastie

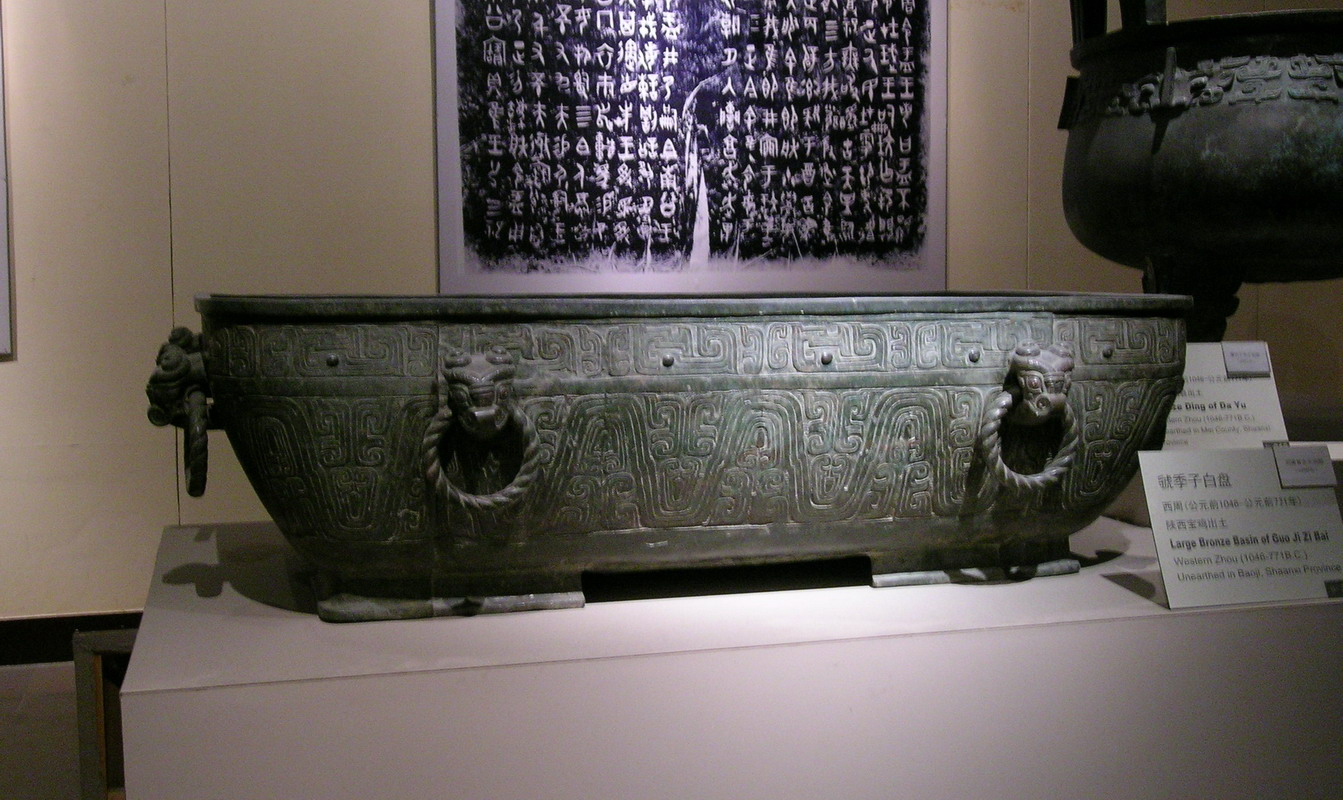
Das in der Regierungszeit von Xuan gegossene Guo Ji Zi Bai pan mit Berichten aus der Zeit von König Yi, Chinesisches Nationalmuseum

Xuan (Chinesisch: 周宣王; Pinyin: Zhōu Xuān Wáng; Wade-Giles: Chou Hsüan Wang) war König der chinesischen Zhou-Dynastie von 827 v. Chr. bis zu seinem Tod im Jahre 782 v. Chr.

## Leben
Xuan war der Sohn des Königs Li, sein persönlicher Name war Jing. Er wurde im Säuglingsalter durch das beherzte Eingreifen von Shao Gong vor einem Mob gerettet, der den Königspalast angegriffen und seinen Vater zur Flucht gezwungen hatte. Während seiner Kindheit führte ein Regent namens Gong He 14 Jahre lang die Regierungsgeschäfte. Nach dem Tode von König Li im Jahre 828 v. Chr. drängten die mächtigen Verwandten der königlichen Familie Shao Gong und Zhou Gong den Regenten zur Abdankung. Jing bestieg den Thron als König Xuan.
In den 46 Jahren seiner Regierungszeit stärkte Xuan vorübergehend die königliche Autorität. Im fünften Jahr seiner Herrschaft ließ er ein Heer unter Yin Jifu (auch als Xi Jia bekannt) gegen die westlichen Barbaren – wahrscheinlich die Xianyun – bei Tuyu ins Feld ziehen. Sie stellten für die Zhou eine latente Gefahr dar und hatten um 840 v. Chr. die Zhou-Hauptstadt verwüstet. Eine Inschrift auf einem Bronzegefäß berichtet, dass der Feldzug ein makelloses Ergebnis erzielt hatte, dass Yin Jifu mit vier Pferden und einem Streitwagen belohnt und zum Herren über die Steuereintreibung einer Region, die von Chengzhou bis zum Siedlungsgebiet des Volkes Huaiyi reichte, ernannt wurde. Dies ist ein Hinweis darauf, dass Xuan hoffte, den Handel mit weit östlich gelegenen Regionen zu kontrollieren.
Zwischen 816 und 815 v. Chr. erfolgten weitere erfolgreiche Feldzüge gegen die Xianyun. An der Nordgrenze wurden unter Xuans Regierung mehrere nichtchinesische Stämme zerstört, Xianyun- und Rong-Gebiete sowie Bevölkerungsteile wurden an das Zhou-Reich angegliedert. Eine weitere Auseinandersetzung, von der Lieder aus dem Klassiker Buch der Lieder handeln, wird von vielen Historikern ebenfalls in der Regierungszeit von Xuan verortet. Eine Schlacht, an der 3000 Streitwagen von Zhou beteiligt waren, und die sich wohl in unmittelbarer Nähe des politischen Zentrums der Zhou-Dynastie ereignet hat, wird im Shijing mit dem Ausdruck großer Dramatik und Erleichterung ob des siegreichen Ausganges dargestellt.
Im sechsten Jahr von Xuans Herrschaft führte Shao Gong eine Streitmacht an den Huai-Fluss, um dort die Hoheit des Zhou-Hauses wiederherzustellen.
Der erfolgreichen Politik Xuans in den Außenbereichen des Zhou-Territoriums stehen Erbfolgestreitigkeiten und -kriege in wichtigen Vasallenstaaten von Zhou gegenüber. Besonders folgenreich waren die Ereignisse im Staat Lu. Die Chronik Shiji berichtet, dass König Xuan eine große Zuneigung für den jüngeren Sohn des Herren von Lu (Lu Wu Gong) namens Xi hatte. Deshalb befahl er Wu Gong, Xi an Stelle seines älteren Bruders Kuo als Erbfolger einzusetzen. Zehn Jahre später, als Xi als Lu Yi Gong auf dem Thron von Lu saß, wurde er von den Bewohnern Lus gestürzt. Kuos Sohn Bo Yu wurde an seiner Stelle Herrscher von Lu. Elf Jahre später marschierten Truppen des Zhou-Hauses in Lu ein, töteten Bo Yu und installierten Yi Gongs jüngeren Bruder auf dem Thron. Das Shiji sieht diese Vorgänge als Anlass für die Zunahme von Rebellionen der Lehensstaaten gegen das Zhou-Königshaus.
Xuan starb im Jahre 782 v. Chr. Die Chronik Guoyu berichtet, dass er während einer Jagdpartie mit einigen seiner Vasallen vom Geiste des Edelmannes Du Bo einen Pfeil ins Herz geschossen bekam. Du Bo, dessen Anwesen sich auf dem Gebiet der heutigen Großen Wildganspagode befunden hatte, war drei Jahre zuvor von Xuan getötet worden. Es ist nicht geklärt, wie sich Xuans Tod wirklich zugetragen hat. Auf den Tod Du Bos von König Xuans Hand wird jedoch in der chinesischen Literatur häufig in Verbindung mit bevorstehenden Katastrophen angespielt.
Sein Sohn Gongshen bestieg den Thron als König You. Unter You setzte sich der Niedergang der Zhou-Dynastie, dessen Ursachen lange vor Xuans Regierungszeit geschaffen worden waren, fort.
Xuans jüngerer Bruder übernahm im Jahre 806 v. Chr. ein Lehen nahe Huaxian, das er als Zheng Huan Gong von 806 bis 771 v. Chr. regierte. Aus diesem Lehen entstand der mächtige Staat Zheng, der eine wichtige Rolle beim Überleben der Zhou-Dynastie unter Xuans Nachfolgern spielte.